# Gaia Bassani Antivari
Gaia Bassani Antivari (Milaan, 8 juli 1978) is een Azerbeidzjaans alpineskiester. Ze nam eenmaal deel aan de Olympische Winterspelen, maar behaalde geen medaille.

## Carrière
Bassani Antivari nam nog nooit deel aan een wereldbekerwedstrijd.
Op de Olympische Winterspelen 2010 in Vancouver was een 57e plaats op de reuzenslalom haar beste resultaat.

## Resultaten

### Wereldkampioenschappen
| Jaar | Plaats      | Resultaten                   |
| ---- | ----------- | ---------------------------- |
| 2009 | Val d'Isère | 51e Reuzenslalom DNF1 Slalom |

### Olympische Spelen
| Jaar | Plaats    | Resultaten                   |
| ---- | --------- | ---------------------------- |
| 2010 | Vancouver | 57e Reuzenslalom DNF1 Slalom |
| 2014 | Sotsji    | DNS1 Slalom                  |